# Carlo Meier

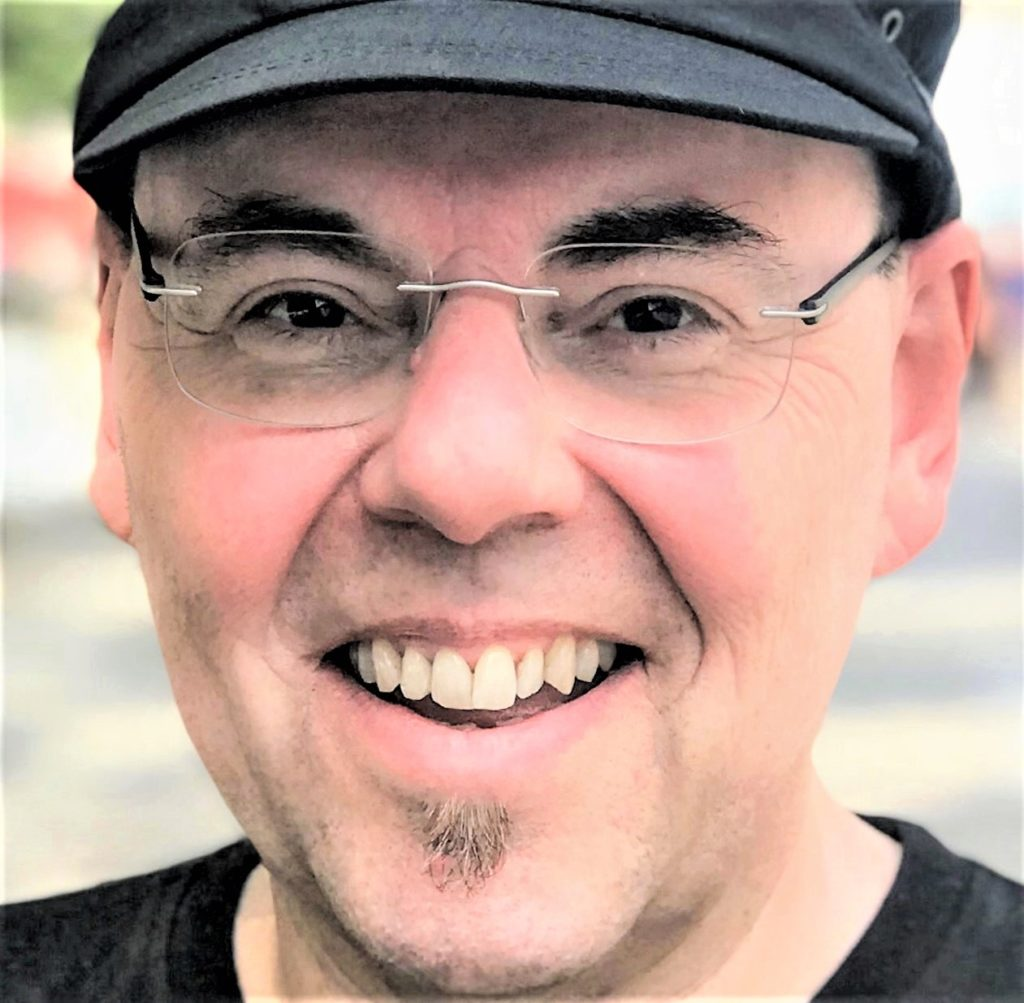
Carlo Meier

Carlo Meier (* 7. April 1961 in Zürich) ist ein Schweizer Schriftsteller.

## Leben
Nach seiner Ausbildung zum Journalisten schrieb Carlo Meier mit 25 Jahren für landesweite Schweizer Publikationen wie „Beobachter“, „Weltwoche“, „Das Magazin“ von „Tages-Anzeiger“ und „Berner Zeitung“, „Schweizer Familie“, „Das Beste“ und viele mehr. Dabei verfasste er Reportagen aus dem In- und Ausland sowie zahlreiche grosse Interviews mit prominenten Künstlern wie dem Musiker Andreas Vollenweider und Sportlern wie dem Schweizer Ex-Nationalmannschaftsspieler Adrian Knup.
Parallel dazu schrieb er für Film und Fernsehen Drehbücher, unter anderem für eine Folge der Fernsehreihe „Tatort“ und den Höhlen-Spielfilm „Irrlichter“, der in ZDF, SRF und weiteren Sendern sowie in Kinos im In- und Ausland ausgestrahlt wurde und dessen Drehbuch vom European Script Fund in London ausgezeichnet wurde.
1992 erschien sein erster Roman, die Kriminalpersiflage „Keine Leiche in Damaskus“. Es folgten „Horu“ und „Das Buch Müller“. Seine Romane verbinden eine Krimihandlung mit gesellschaftskritischen Ansätzen.
1999 begann seine Kinder- und Jugendbuchreihe Die Kaminski-Kids, die er zusammen mit seinen Kindern schreibt. Die Reihe erhielt verschiedene Auszeichnungen, darunter den SRG Idée Suisse-Preis. Bis 2021 sind zwanzig Folgen und zwei Sonderbände „Der große Weihnachtsfall“ und „Der 2. Weihnachts-Fall“ erschienen. Jeder Band behandelt ein aktuelles Thema (Internet-Gefahren, Jugendgewalt, Mobbing, Pflegekinder, Drogen) und ist bei Fachleuten sowie bei der Kriminalpolizei recherchiert. Die Kaminski-Kids-Bücher werden in mehrere Sprachen übersetzt, von Jugendwerken als pädagogisch sinnvoll empfohlen und in Schulen eingesetzt. Bisher wurde der Autor zu über 3000 Lesungen im In- und Ausland eingeladen.
Mit den "Kaminski-Kids Short Storys" hat Carlo Meier neu eine spezielle Reihe für leseschwache Kinder und Lesemuffel eingeführt.
Meiers Roman für Erwachsene „Hope Road“ (2011) erzählt die Geschichte einer Wohngemeinschaft von 70-Jährigen in London. Die Hauptrolle spielt darin das WG-Leben der reifen Protagonisten.
Zwischen 2017 und 2020 veröffentlichte er die Mystery-Thriller-Trilogie „Paradise Valley“ für Jugendliche von 13 bis 16 Jahren, die bereits vor Erscheinen des ersten Bandes (u. a. von Pro Helvetia) ausgezeichnet wurde.
Carlo Meier hat drei erwachsene Kinder, die ihm seit Beginn seiner Jugendbuchserie „Die Kaminski-Kids“ bei der Gestaltung der Geschichten zur Seite stehen. Er lebt mit seiner Frau in Zug (Schweiz).

## Werke

### Gebundene Bücher
- Keine Leiche in Damaskus. Roman. Cosmos-Verlag, Bern, 1992
- Horu. Roman. Cosmos Verlag, Bern, 1995
- Das Buch Müller. Roman. Cosmos Verlag, Bern, 1997
- Die Kaminski-Kids: Übergabe drei Uhr morgens. Kinder- und Jugendbuch. Brunnen Verlag, Basel/Giessen, 1999
- Die Kaminski-Kids: Mega Zoff. Kinder- und Jugendbuch. Brunnen Verlag, Basel/Giessen, 2000
- Die Kaminski-Kids: Hart auf hart. Kinder- und Jugendbuch. Brunnen Verlag, Basel/Giessen, 2001
- Die Kaminski-Kids: Unter Verdacht. Kinder- und Jugendbuch. Brunnen Verlag, Basel/Giessen, 2002
- Die Kaminski-Kids: Auf der Flucht. Kinder- und Jugendbuch. Brunnen Verlag, Basel/Giessen, 2003
- Die Kaminski-Kids: In der Falle. Kinder- und Jugendbuch. Brunnen Verlag, Basel/Giessen, 2004
- Die Kaminski-Kids: Auf heisser Spur. Kinder- und Jugendbuch. Brunnen Verlag, Basel/Giessen, 2005
- Die Kaminski-Kids: Entscheidung im Park. Kinder- und Jugendbuch. Brunnen Verlag, Basel/Giessen, 2006
- Die Kaminski-Kids: Gefahr in Amsterdam. Kinder- und Jugendbuch. Brunnen Verlag, Basel/Giessen, 2007
- Die Kaminski-Kids: Unsichtbare Zeugen. Kinder- und Jugendbuch. Brunnen Verlag, Basel/Giessen, 2008
- Die Kaminski-Kids: Raub in der Nacht. Kinder- und Jugendbuch. Brunnen Verlag, Basel/Giessen, 2009
- Die Kaminski-Kids: Das Geheimnis von Marrakesch. Kinder- und Jugendbuch. Brunnen Verlag, Basel/Giessen, 2010
- Die Kaminski-Kids: Spurlos verschwunden. Kinder- und Jugendbuch. Brunnen Verlag, Basel/Giessen, 2011
- Hope Road. Roman. Brunnen Verlag, Basel/Giessen, 2011
- Die Kaminski-Kids: Gefährliches Spiel. Kinder- und Jugendbuch. Brunnen Verlag, Basel/Giessen, 2012
- Die Kaminski-Kids: Im Kölner Verlies. Kinder- und Jugendbuch. Brunnen Verlag, Basel/Giessen, 2013
- Die Kaminski-Kids: Der große Weihnachtsfall. Kinder- und Jugendbuch. Brunnen Verlag, Basel/Giessen, 2013
- Die Kaminski-Kids: Fahrerflucht. Kinder- und Jugendbuch. Brunnen Verlag, Basel/Giessen, 2014
- Die Kaminski-Kids: Der 2. Weihnachts-Fall. Kinder- und Jugendbuch, Fontis Brunnen Basel, 2015
- Die Kaminski-Kids: Der Selfie-Betrüger. Kinder- und Jugendbuch, Fontis Brunnen Basel, 2016
- Die Kaminski-Kids: Das Rätsel in der Burg. Kinder- und Jugendbuch, Fontis Brunnen Basel, 2017
- Paradise Valley. Jugendbuch, Fontis Brunnen Basel, 2017
- Paradise Valley – Das Verhängnis. Jugendbuch, Fontis Brunnen Basel, 2018
- Die Kaminski-Kids: Tatort Ocean Queen. Kinder- und Jugendbuch, Fontis Brunnen Basel, 2019
- Paradise Valley – Die Entscheidung. Jugendbuch, Fontis Brunnen Basel, 2020
- Die Kaminski-Kids: Entführt in Zürich. Kinder- und Jugendbuch, Fontis Brunnen Basel, 2021
- Eine Million Dollar. Jugendbuch, da bux Verlag Werdenberg, 2022

### Taschenbuch-Ausgaben
- Die Kaminski-Kids, Band 1 – 16. Kinder- und Jugendbücher. Brunnen Verlag, Basel/Giessen, 2004 – 2015

### Hörspiele in Schweizer Mundart
- Mega Zoff. D’ Kaminski-Kids Vol 1. Chinderwält/Universal, 2003
- Hart uf hart. D’ Kaminski-Kids Vol 2. Chinderwält/Universal, 2003
- Unter Verdacht. D’ Kaminski-Kids Vol 3. Chinderwält/Universal, 2004
- Uf de Flucht. D’ Kaminski-Kids Vol 4. Chinderwält/Universal, 2005
- I de Falle. D’ Kaminski-Kids Vol 5. Chinderwält/Universal, 2006
- Uf heisser Spur. D’ Kaminski-Kids Vol 6. Chinderwält/Universal, 2007
- Entscheidig im Park. D’ Kaminski-Kids Vol 7. Chinderwält/Universal, 2008
- Gfahr in Amsterdam. D' Kaminski-Kids Vol 8, Chinderwält/Universal, 2011
- Unsichtbari Züüge. D' Kaminski-Kids Vol 9, Chinderwält/Universal, 2012
- Raub i de Nacht. D' Kaminski-Kids Vol 10, Chinderwält/Universal, 2013
- S' Gheimnis vo Marrakesch. D' Kaminski-Kids Vol 11, Chinderwält/Universal, 2018

### Hörspiele in Hochdeutsch
- Mega Zoff. Die Kaminski-Kids Vol 1. Brunnen Verlag, Basel/Gießen, 2006
- Hart auf hart. Die Kaminski-Kids Vol 2. Brunnen Verlag, Basel/Gießen, 2006
- Unter Verdacht. Die Kaminski-Kids Vol 3. Brunnen Verlag, Basel/Gießen, 2008
- Auf der Flucht. Die Kaminski-Kids Vol 4. Brunnen Verlag, Basel/Gießen, 2010
- In der Falle. Die Kaminski-Kids Vol 5. Brunnen Verlag, Basel/Gießen, 2013
- Auf heisser Spur. Die Kaminski-Kids Vol 6. Fontis Brunnen Basel, 2014
- Entscheidung im Park. Die Kaminski-Kids Vol 7. Fontis Brunnen Basel, 2017

## Belege
1. ↑  Text: Carlo Meier, 2011

| Personendaten    | Personendaten                           |
| ---------------- | --------------------------------------- |
| NAME             | Meier, Carlo                            |
| KURZBESCHREIBUNG | Schweizer Schriftsteller und Journalist |
| GEBURTSDATUM     | 7. April 1961                           |
| GEBURTSORT       | Zürich                                  |